# Список ссавців Канади
Список ссавців Канади містить перелік видів ссавців, зареєстрованих на території Канади. Великі територіальні розміри цієї країни та різноманіття екосистем, починаючи від гір до рівнин і від незайманого середовища проживання до міського, означає, що Канада може бути домівкою великій різноманітності видів і в тому числі для близько 40 % усіх відомих Китоподібних. Найбільш представленим рядом за видовим складом є ряд Гризуни, найменш представленим рядом є Опосумоподібні (один вид, Опосум віргінський). У таблицю не включено свійських тварин, а також один регіонально зниклий вид — лис американський (Vulpes velox).
Вивчення фауни Канади почалося в 1795 році з опису дослідника Семюеля Герна, чиї нотатки були особливо точні. Першою плідною роботою про канадських ссавців, проте, була праця Джона Річардсона 1829 року «Fauna Boreali-americana». Джозеф Бер Тірел в 1888 році зробив першу спробу складення списку видів ссавців Канади. Сучасними канадськими мамологічними виданнями є «The Canadian Field Naturalist», «Canadian Journal of Zoology» та франкомовний «Le Naturaliste Canadien».
Деякі тварини мають особливе, символічне значення для країни. Бобер канадський офіційно визнаний національним символом Канади. Канадський кінь офіційно визнаний національним конем Канади. У декількох провінціях також призначені місцеві види як символи, а саме, Канадська ескімоська собака є символом Нунавут, Олень білохвостий є символом Саскачеван, Карибу є символом провінції Ньюфаундленд і Лабрадор, Бізон американський є символом провінції Манітоба, Кермодський ведмідь є символом провінції Британська Колумбія, Товсторіг є символом провінції Альберта.

## Природоохоронні статуси
Із 208 зазначених в таблиці видів 1 перебуває під критичною загрозою зникнення, 7 є під загрозою, 4 уразливі, 3 перебувають в стані близькому до уразливого, для 15 відомості недостатні. Такі теги використовуються для позначення охоронного статусу кожного виду за оцінками МСОП:
| EX | Extinct               | Вимерлі види                        |
| CR | Critically Endangered | Види на межі зникнення              |
| EN | Endangered            | Види під загрозою вимирання         |
| VU | Vulnerable            | Уразливі види                       |
| NT | Near Threatened       | Види, близькі до загрозливого стану |
| LC | Least Concern         | Найменший ризик                     |
| DD | Data Deficient        | Даних недостатньо                   |

## Список
| Список                        |                               |                                |             | |            |
| Українська назва              | Латинська назва               | Автор таксона                  | Статус МСОП | Провінції проживання | Зображення |
| Ряд: Carnivora                |                               |                                |             | |            |
| Родина: Canidae               |                               |                                |             | |            |
| Койот                         | Canis latrans                 | Schreber, 1775                 | LC          | Альберта, Британська Колумбія, Квебек, Манітоба, Нунавут, Онтаріо, Північно-західні території, Саскачеван, Юкон                                                                               |            |
| Вовк                          | Canis lupus                   | Linnaeus, 1758                 | LC          | Альберта, Британська Колумбія, Квебек, Манітоба, Нунавут, Ньюфаундленд і Лабрадор, Онтаріо, Північно-західні території, Саскачеван, Юкон                                                      |            |
| Справжня сіра лисиця          | Urocyon cinereoargenteus      | Schreber, 1775                 | LC          | Квебек, Онтаріо |            |
| Песець                        | Vulpes lagopus                | Linnaeus, 1758                 | LC          | Квебек, Манітоба, Нунавут, Ньюфаундленд і Лабрадор, Онтаріо, Північно-західні території, Юкон                                                                                                 |            |
| Лисиця звичайна               | Vulpes vulpes                 | Linnaeus, 1758                 | LC          | Альберта, Британська Колумбія, Квебек, Манітоба, Нова Шотландія, Нунавут, Нью-Брансвік, Ньюфаундленд і Лабрадор, Онтаріо, Острів Принца Едварда, Північно-західні території, Саскачеван, Юкон |            |
| Родина: Felidae               |                               |                                |             | |            |
| Рись канадська                | Lynx canadensis               | Kerr, 1792                     | LC          | Альберта, Британська Колумбія, Квебек, Манітоба, Нова Шотландія, Нунавут, Нью-Брансвік, Ньюфаундленд і Лабрадор, Онтаріо, Північно-західні території, Саскачеван, Юкон                        |            |
| Рись руда                     | Lynx rufus                    | Schreber, 1777                 | LC          | Британська Колумбія, Манітоба, Нью-Брансвік, Онтаріо, Острів Принца Едварда, Квебек |            |
| Пума                          | Puma concolor                 | Linnaeus, 1771                 | LC          | Альберта, Британська Колумбія |            |
| Родина: Mephitidae            |                               |                                |             | |            |
| Скунс смугастий               | Mephitis mephitis             | Schreber, 1776                 | LC          | Альберта, Британська Колумбія, Квебек, Манітоба, Нова Шотландія, Нью-Брансвік, Онтаріо, Північно-західні території, Саскачеван                                                                |            |
| Скунс східний плямистий       | Spilogale putorius            | Linnaeus, 1758                 | VU          | Манітоба, Онтаріо |            |
| Родина: Mustelidae            |                               |                                |             | |            |
| Калан                         | Enhydra lutris                | Linnaeus, 1758                 | EN          | Британська Колумбія |            |
| Росомаха                      | Gulo gulo                     | Linnaeus, 1758                 | NT          | Альберта, Британська Колумбія, Квебек, Манітоба, Нунавут, Ньюфаундленд і Лабрадор, Онтаріо, Північно-західні території, Саскачеван, Юкон                                                      |            |
| Лонтра канадська              | Lontra canadensis             | Linnaeus, 1758                 | LC          | Альберта, Британська Колумбія, Лабрадор, Манітоба, Нью-Брансвік, Північно-Західні території, Нова Шотландія, Нунавут, Онтаріо, Квебек, Саскачеван, Юкон                                       |            |
| Куна американська             | Martes americana              | Turton, 1806                   | LC          | Альберта, Британська Колумбія, Квебек, Манітоба, Нова Шотландія, Нунавут, Нью-Брансвік, Ньюфаундленд і Лабрадор, Онтаріо, Північно-західні території, Саскачеван, Юкон                        |            |
| Ілька                         | Martes pennanti               | Erxleben, 1777                 | LC          | Альберта, Британська Колумбія, Квебек, Манітоба, Нова Шотландія, Нью-Брансвік, Онтаріо, Північно-західні території, Саскачеван, Юкон                                                          |            |
| Горностай                     | Mustela erminea               | Linnaeus, 1758                 | LC          | Альберта, Британська Колумбія, Квебек, Манітоба, Нова Шотландія, Нунавут, Нью-Брансвік, Ньюфаундленд і Лабрадор, Онтаріо, Острів Принца Едварда, Північно-західні території, Саскачеван, Юкон |            |
| Мустела довгохвоста           | Mustela frenata               | Lichtenstein, 1831             | LC          | Альберта, Британська Колумбія, Квебек, Манітоба, Нью-Брансвік, Онтаріо, Саскачеван |            |
| Тхір чорноногий               | Mustela nigripes              | Audubon & Bachman, 1851        | EN          | Альберта, Саскачеван |            |
| Ласка мала                    | Mustela nivalis               | Linnaeus, 1766                 | LC          | Альберта, Британська Колумбія, Квебек, Манітоба, Нунавут, Ньюфаундленд і Лабрадор, Онтаріо, Північно-західні території, Саскачеван, Юкон                                                      |            |
| Візон                         | Neovison macrodon             | (Prentis, 1903)                | EX          | Нью-Брансвік, Ньюфаундленд |            |
| Візон звичайний               | Neovison vison                | Schreber, 1777                 | LC          | Альберта, Британська Колумбія, Квебек, Манітоба, Нова Шотландія, Нунавут, Нью-Брансвік, Ньюфаундленд і Лабрадор, Онтаріо, Північно-західні території, Саскачеван, Юкон                        |            |
| Таксідея                      | Taxidea taxus                 | Schreber, 1778                 | LC          | Британська Колумбія, Альберта, Манітоба, Онтаріо, Саскачеван |            |
| Родина: Odobenidae            |                               |                                |             | |            |
| Морж                          | Odobenus rosmarus             | Linnaeus, 1758                 | VU          | Квебек, Нунавут, Ньюфаундленд і Лабрадор, Юкон |            |
| Родина: Otariidae             |                               |                                |             | |            |
| Північний морський котик      | Callorhinus ursinus           | Linnaeus, 1758                 | VU          | Британська Колумбія, Юкон |            |
| Сивуч                         | Eumetopias jubatus            | Schreber, 1776                 | NT          | Британська Колумбія, Юкон |            |
| Каліфорнійський морський лев  | Zalophus californianus        | Lesson, 1828                   | LC          | Британська Колумбія |            |
| Родина: Phocidae              |                               |                                |             | |            |
| Хохлач                        | Cystophora cristata           | Erxleben, 1777                 | VU          | Квебек, Нова Шотландія, Нунавут, Нью-Брансвік, Ньюфаундленд і Лабрадор, Острів Принца Едварда                                                                                                 |            |
| Лахтак                        | Erignathus barbatus           | Erxleben, 1777                 | LC          | Квебек, Манітоба, Нунавут, Ньюфаундленд і Лабрадор, Онтаріо, Північно-західні території, Юкон                                                                                                 |            |
| Тев'як                        | Halichoerus grypus            | Fabricius, 1791                | LC          | Квебек, Нова Шотландія, Нью-Брансвік, Ньюфаундленд і Лабрадор, Острів Принца Едварда |            |
| Північний морський слон       | Mirounga angustirostris       | Gill, 1866                     | LC          | Британська Колумбія |            |
| Лисун гренландський           | Pagophilus groenlandicus      | Erxleben, 1777                 | LC          | Квебек, Манітоба, Нова Шотландія, Нунавут, Нью-Брансвік, Ньюфаундленд і Лабрадор, Острів Принца Едварда                                                                                       |            |
| Тюлень звичайний              | Phoca vitulina                | Linnaeus, 1758                 | LC          | Лабрадор, Нью-Брансвік, Нова Шотландія, Нунавут, Острів Принца Едварда, Квебек |            |
| Тюлень плямистий              | Phoca largha                  | Pallas, 1811                   | DD          | Юкон |            |
| Нерпа кільчаста               | Pusa hispida                  | Schreber, 1775                 | LC          | Квебек, Манітоба, Нунавут, Ньюфаундленд і Лабрадор, Онтаріо, Північно-західні території, Юкон                                                                                                 |            |
| Родина: Procyonidae           |                               |                                |             | |            |
| Ракун звичайний               | Procyon lotor                 | Linnaeus, 1758                 | LC          | Альберта, Британська Колумбія, Квебек, Манітоба, Нова Шотландія, Нью-Брансвік, Онтаріо, Саскачеван                                                                                            |            |
| Родина: Ursidae               |                               |                                |             | |            |
| Ведмідь барибал               | Ursus americanus              | Pallas, 1780                   | LC          | Альберта, Британська Колумбія, Квебек, Манітоба, Нова Шотландія, Нунавут, Нью-Брансвік, Ньюфаундленд і Лабрадор, Онтаріо, Північно-західні території, Саскачеван, Юкон                        |            |
| Ведмідь бурий                 | Ursus arctos                  | Linnaeus, 1758                 | LC          | Альберта, Британська Колумбія, Манітоба, Нова Шотландія, Нунавут, Північно-західні території, Саскачеван, Юкон                                                                                |            |
| Ведмідь білий                 | Ursus maritimus               | Phipps, 1774                   | VU          | Ньюфаундленд і Лабрадор, Манітоба, Північно-Західні території, Нунавут, Онтаріо, Квебек, Юкон                                                                                                 |            |
| Ряд: Cetartiodactyla          |                               |                                |             | |            |
| Родина: Antilocapridae        |                               |                                |             | |            |
| Вилоріг                       | Antilocapra americana         | Ord, 1815                      | LC          | Альберта, Саскачеван |            |
| Родина: Balaenidae            |                               |                                |             | |            |
| Кит ґренландський             | Balaena mysticetus            | Linnaeus, 1758                 | LC          | Квебек, Манітоба, Нунавут, Ньюфаундленд і Лабрадор, Онтаріо, Північно-західні території, Юкон                                                                                                 |            |
| Кит атлантичний               | Eubalaena glacialis           | P.L.S. Müller, 1776            | EN          | Квебек, Нова Шотландія, Нью-Брансвік, Ньюфаундленд і Лабрадор, Острів Принца Едварда |            |
| Кит японський                 | Eubalaena japonica            | (Lacépède, 1818)               | EN          | Британська Колумбія |            |
| Родина: Balaenopteridae       |                               |                                |             | |            |
| Смугач малий                  | Balaenoptera acutorostrata    | Lacépède, 1804                 | LC          | Британська Колумбія, Квебек, Нова Шотландія, Нунавут, Нью-Брансвік, Ньюфаундленд і Лабрадор, Острів Принца Едварда                                                                            |            |
| Сейвал                        | Balaenoptera borealis         | Lesson, 1828                   | EN          | Британська Колумбія, Квебек, Нова Шотландія, Нунавут, Нью-Брансвік, Ньюфаундленд і Лабрадор, Острів Принца Едварда                                                                            |            |
| Смугач блакитний              | Balaenoptera musculus         | Linnaeus, 1758                 | EN          | Британська Колумбія, Квебек, Нова Шотландія, Нунавут, Нью-Брансвік, Ньюфаундленд і Лабрадор, Острів Принца Едварда                                                                            |            |
| Фінвал                        | Balaenoptera physalus         | Linnaeus, 1758                 | EN          | Британська Колумбія, Квебек, Нова Шотландія, Нунавут, Нью-Брансвік, Ньюфаундленд і Лабрадор, Острів Принца Едварда                                                                            |            |
| Горбатий кит                  | Megaptera novaeangliae        | Borowski, 1781                 | LC          | Британська Колумбія, Квебек, Нова Шотландія, Нунавут, Нью-Брансвік, Ньюфаундленд і Лабрадор, Острів Принца Едварда                                                                            |            |
| Родина: Bovidae               |                               |                                |             | |            |
| Бізон американський           | Bison bison                   | (Linnaeus, 1758)               | NT          | Альберта, Манітоба, Північно-західні території |            |
| Снігова коза                  | Oreamnos americanus           | Blainville, 1816               | LC          | Альберта, Британська Колумбія, Північно-Західні території, Юкон |            |
| Вівцебик                      | Ovibos moschatus              | Zimmermann, 1780               | LC          | Нунавут, Північно-Західні території |            |
| Товсторіг                     | Ovis canadensis               | Shaw, 1804                     | LC          | Альберта, Британська Колумбія |            |
| Баран Даля                    | Ovis dalli                    | Nelson, 1884                   | LC          | Британська Колумбія, Північно-Західні території, Юкон |            |
| Родина: Cervidae              |                               |                                |             | |            |
| Лось американський            | Alces americanus              | Clinton, 1822                  | LC          | Альберта, Британська Колумбія, Квебек, Манітоба, Нова Шотландія, Нунавут, Нью-Брансвік, Ньюфаундленд і Лабрадор, Онтаріо, Північно-західні території, Саскачеван, Юкон                        |            |
| Олень благородний             | Cervus elaphus                | Linnaeus, 1758                 | LC          | Альберта, Британська Колумбія, Квебек, Манітоба, Онтаріо, Північно-західні території, Саскачеван                                                                                              |            |
| Лань                          | Dama dama                     | Linnaeus, 1758                 | LC          | Британська Колумбія |            |
| Олень чорнохвостий            | Odocoileus hemionus           | Rafinesque, 1817               | LC          | Альберта, Британська Колумбія, Манітоба, Північно-Західні території, Юкон |            |
| Олень білохвостий             | Odocoileus virginianus        | Zimmermann, 1780               | LC          | Альберта, Британська Колумбія, Квебек, Манітоба, Нова Шотландія, Онтаріо, Північно-західні території, Саскачеван                                                                              |            |
| Карибу                        | Rangifer tarandus             | Linnaeus, 1758                 | VU          | Альберта, Британська Колумбія, Квебек, Манітоба, Нова Шотландія, Нунавут, Ньюфаундленд і Лабрадор, Онтаріо, Острів Принца Едварда, Північно-західні території, Саскачеван, Юкон               |            |
| Родина: Delphinidae           |                               |                                |             | |            |
| Дельфін білобокий             | Delphinus delphis             | Linnaeus, 1758                 | LC          | Британська Колумбія, Квебек, Нова Шотландія, Нью-Брансвік, Ньюфаундленд і Лабрадор, Острів Принца Едварда                                                                                     |            |
| Гринда короткоплавцева        | Globicephala macrorhynchus    | Gray 1846                      | DD          | Британська Колумбія, Нова Шотландія, Нью-Брансвік |            |
| Гринда звичайна               | Globicephala melas            | Traill, 1809                   | DD          | Квебек, Нова Шотландія, Нью-Брансвік, Ньюфаундленд і Лабрадор, Острів Принца Едварда |            |
| Сірий дельфін                 | Grampus griseus               | G. Cuvier, 1812                | LC          | Британська Колумбія, Квебек, Нова Шотландія, Нью-Брансвік, Ньюфаундленд і Лабрадор, Острів Принца Едварда                                                                                     |            |
| Атлантичний білобокий дельфін | Lagenorhynchus acutus         | Gray, 1828                     | LC          | Квебек, Нова Шотландія, Нью-Брансвік, Ньюфаундленд і Лабрадор, Острів Принца Едварда |            |
| Біломордий дельфін            | Lagenorhynchus albirostris    | Gray, 1846                     | LC          | Квебек, Нова Шотландія, Нью-Брансвік, Ньюфаундленд і Лабрадор, Острів Принца Едварда |            |
| Дельфін тихоокеанський        | Lagenorhynchus obliquidens    | Gill, 1865                     | LC          | Британська Колумбія |            |
| Північний гладкий дельфін     | Lissodelphis borealis         | Peale, 1848                    | LC          | Британська Колумбія |            |
| Косатка                       | Orcinus orca                  | Linnaeus, 1758                 | DD          | Британська Колумбія, Квебек, Манітоба, Нова Шотландія, Нунавут, Нью-Брансвік, Ньюфаундленд і Лабрадор, Онтаріо, Острів Принца Едварда, Північно-західні території, Юкон                       |            |
| Псевдокосатка                 | Pseudorca crassidens          | Owen 1846                      | DD          | Британська Колумбія |            |
| Стенелла смугаста             | Stenella coeruleoalba         | Meyen, 1833                    | LC          | Британська Колумбія, Нова Шотландія, Нью-Брансвік, Острів Принца Едварда |            |
| Афаліна звичайна              | Tursiops truncatus            | Montagu, 1821                  | LC          | Нова Шотландія, Нью-Брансвік, Острів Принца Едварда |            |
| Родина: Eschrichtiidae        |                               |                                |             | |            |
| Сірий кит                     | Eschrichtius robustus         | Lilljeborg, 1861               | LC          | Британська Колумбія, Північно-західні території, Юкон |            |
| Родина: Monodontidae          |                               |                                |             | |            |
| Білуха                        | Delphinapterus leucas         | Pallas, 1776                   | NT          | Квебек, Манітоба, Нунавут, Ньюфаундленд і Лабрадор, Онтаріо, Північно-західні території, Юкон                                                                                                 |            |
| Нарвал                        | Monodon monoceros             | Linnaeus, 1758                 | NT          | Квебек, Нунавут |            |
| Родина: Phocoenidae           |                               |                                |             | |            |
| Фоцена звичайна               | Phocoena phocoena             | Linnaeus, 1758                 | LC          | Британська Колумбія, Квебек, Нова Шотландія, Нунавут, Нью-Брансвік, Ньюфаундленд і Лабрадор, Острів Принца Едварда, Юкон                                                                      |            |
| Фоценіда                      | Phocoenoides dalli            | True, 1885                     | LC          | Британська Колумбія |            |
| Родина: Physeteridae          |                               |                                |             | |            |
| Когія короткоголова           | Kogia breviceps               | Blainville, 1838               | DD          | Британська Колумбія, Квебек, Нова Шотландія, Нью-Брансвік, Ньюфаундленд і Лабрадор, Острів Принца Едварда                                                                                     |            |
| Когія плосконоса              | Kogia sima                    | Owen 1866                      | DD          | Британська Колумбія, Нью-Брансвік, Острів Принца Едварда |            |
| Кашалот                       | Physeter macrocephalus        | Linnaeus, 1758                 | VU          | Британська Колумбія, Квебек, Нова Шотландія, Нью-Брансвік, Ньюфаундленд і Лабрадор, Острів Принца Едварда                                                                                     |            |
| Родина: Ziphiidae             |                               |                                |             | |            |
| Плавун північний              | Berardius bairdii             | Stejneger, 1883                | DD          | Британська Колумбія |            |
| Пляшконіс високочолий         | Hyperoodon ampullatus         | Forster, 1770                  | DD          | Квебек, Нова Шотландія, Нунавут, Нью-Брансвік, Ньюфаундленд і Лабрадор, Острів Принца Едварда                                                                                                 |            |
| Ременезуб атлантичний         | Mesoplodon bidens             | Sowerby, 1804                  | DD          | Квебек, Нова Шотландія, Нью-Брансвік, Ньюфаундленд і Лабрадор, Острів Принца Едварда |            |
| Ременезуб Карл-Хубса          | Mesoplodon carlhubbsi         | Moore, 1963                    | DD          | Британська Колумбія |            |
| Ременезуб Бленвіля            | Mesoplodon densirostris       | Blainville 1817                | DD          | Британська Колумбія, Квебек, Нова Шотландія, Нью-Брансвік, Ньюфаундленд і Лабрадор, Острів Принца Едварда                                                                                     |            |
| Ременезуб Тру                 | Mesoplodon mirus              | True, 1913                     | DD          | Квебек, Нова Шотландія, Нью-Брансвік, Ньюфаундленд і Лабрадор, Острів Принца Едварда |            |
| Ременезуб командорський       | Mesoplodon stejnegeri         | True, 1885                     | DD          | Британська Колумбія |            |
| Дзьоборил                     | Ziphius cavirostris           | G. Cuvier, 1823                | LC          | Британська Колумбія, Нова Шотландія, Нью-Брансвік, Острів Принца Едварда |            |
| Ряд: Chiroptera               |                               |                                |             | |            |
| Родина: Molossidae            |                               |                                |             | |            |
|                               | Nyctinomops macrotis          | Gray, 1840                     | LC          | Британська Колумбія |            |
| Родина: Vespertilionidae      |                               |                                |             | |            |
|                               | Antrozous pallidus            | LeConte, 1856                  | NT          | Британська Колумбія |            |
|                               | Corynorhinus townsendii       | Cooper, 1837                   | LC          | Британська Колумбія |            |
| Пергач коричневий             | Eptesicus fuscus              | Beauvois, 1796                 | LC          | Альберта, Британська Колумбія, Квебек, Манітоба, Нью-Брансвік, Онтаріо, Саскачеван |            |
|                               | Euderma maculatum             | Allen, 1891                    | LC          | Британська Колумбія |            |
|                               | Lasionycteris noctivagans     | La Conte, 1831                 | LC          | Альберта, Британська Колумбія, Квебек, Манітоба, Нова Шотландія, Нью-Брансвік, Онтаріо, Саскачеван, Юкон                                                                                      |            |
|                               | Lasiurus blossevillii         | Lesson and Garnot, 1826        | LC          | Альберта, Британська Колумбія, Саскачеван |            |
|                               | Lasiurus borealis             | Müller, 1776                   | LC          | Манітоба, Нью-Брансвік, Нова Шотландія, Онтаріо, Острів Принца Едварда, Квебек, Саскачеван |            |
|                               | Lasiurus cinereus             | Beauvois, 1796                 | LC          | Альберта, Британська Колумбія, Манітоба, Нью-Брансвік, Північно-Західні території, Нова Шотландія, Онтаріо, Квебек, Саскачеван                                                                |            |
| Нічниця каліфорнійська        | Myotis californicus           | Audubon & Bachman, 1842        | LC          | Британська Колумбія |            |
| Нічниця західна               | Myotis ciliolabrum            | Merriam, 1886                  | VU          | Альберта, Британська Колумбія, Саскачеван |            |
| Нічниця довговуха             | Myotis evotis                 | H. Allen, 1864                 | LC          | Альберта, Британська Колумбія, Саскачеван |            |
| Нічниця Кеена                 | Myotis keenii                 | Merriam, 1895                  | LC          | Британська Колумбія |            |
| Нічниця східна                | Myotis leibii                 | Audubon & Bachman, 1842        | LC          | Онтаріо, Квебек |            |
| Нічниця мала коричнева        | Myotis lucifugus              | LeConte, 1831                  | LC          | Альберта, Британська Колумбія, Квебек, Манітоба, Нова Шотландія, Нью-Брансвік, Ньюфаундленд і Лабрадор, Онтаріо, Північно-західні території, Саскачеван, Юкон                                 |            |
| Нічниця темноноса             | Myotis melanorhinus           | Merriam, 1890                  | LC          | Британська Колумбія |            |
| Нічниця північна довговуха    | Myotis septentrionalis        | Trouessart, 1897               | LC          | Альберта, Британська Колумбія, Лабрадор, Манітоба, Нью-Брансвік, Північно-Західні території, Нова Шотландія, Онтаріо, Острів Принца Едварда, Квебек, Саскачеван                               |            |
| Нічниця облямована            | Myotis thysanodes             | Miller, 1897                   | LC          | Британська Колумбія |            |
| Нічниця цибата                | Myotis volans                 | H. Allen, 1866                 | LC          | Альберта, Британська Колумбія |            |
| Нічниця юмська                | Myotis yumanensis             | H.Allen, 1864                  | LC          | Британська Колумбія |            |
| Нетопир східний               | Pipistrellus subflavus        | F. Cuvier, 1832                | LC          | Квебек, Нова Шотландія |            |
| Ряд: Didelphimorphia          |                               |                                |             | |            |
| Родина: Didelphidae           |                               |                                |             | |            |
| Опосум віргінський            | Didelphis virginiana          | Kerr, 1792                     | LC          | Онтаріо |            |
| Ряд: Eulipotyphla             |                               |                                |             | |            |
| Родина: Soricidae             |                               |                                |             | |            |
|                               | Blarina brevicauda            | Say, 1823                      | LC          | Квебек, Манітоба, Нова Шотландія, Нью-Брансвік, Онтаріо, Саскачеван |            |
|                               | Cryptotis parva               | Say, 1823                      | LC          | Онтаріо |            |
| Мідиця арктична               | Sorex arcticus                | Kerr, 1792                     | LC          | Альберта, Британська Колумбія, Квебек, Манітоба, Нунавут, Онтаріо, Північно-західні території, Саскачеван, Юкон                                                                               |            |
| Мідиця болотяна               | Sorex bendirii                | Merriam, 1884                  | LC          | Британська Колумбія |            |
| Мідиця американська           | Sorex cinereus                | Kerr, 1792                     | LC          | Альберта, Британська Колумбія, Квебек, Манітоба, Нова Шотландія, Нунавут, Нью-Брансвік, Ньюфаундленд і Лабрадор, Онтаріо, Острів Принца Едварда, Північно-західні території, Саскачеван, Юкон |            |
| Мідиця довгохвоста            | Sorex dispar                  | Batchelder, 1911               | LC          | Квебек, Нова Шотландія, Нью-Брансвік |            |
| Мідиця димчаста               | Sorex fumeus                  | Miller, 1895                   | LC          | Нью-Брансвік, Нова Шотландія, Онтаріо, Квебек |            |
| Мідиця прерійна               | Sorex haydeni                 | Baird, 1857                    | LC          | Манітоба, Саскачеван |            |
| Мідиця американська карликова | Sorex hoyi                    | Baird, 1857                    | LC          | Манітоба, Саскачеван |            |
| Мідиця приморська             | Sorex maritimensis            | Smith, 1939                    | LC          | Нова Шотландія, Нью-Брансвік |            |
| Мідиця Мерріама               | Sorex merriami                | Dobson, 1890                   | LC          | Британська Колумбія |            |
| Мідиця гірська                | Sorex monticolus              | Merriam, 1890                  | LC          | Альберта, Британська Колумбія, Північно-Західні території, Саскачеван, Юкон |            |
| Мідиця американська водяна    | Sorex palustris               | Richardson, 1828               | LC          | Альберта, Британська Колумбія, Квебек, Манітоба, Нова Шотландія, Нью-Брансвік, Онтаріо, Північно-західні території, Саскачеван, Юкон                                                          |            |
| Мідиця Пребле                 | Sorex preblei                 | Jackson, 1922                  | LC          | Альберта |            |
| Мідиця олімпійська            | Sorex rohweri                 | Rausch, Feagin, & Rausch, 2007 | LC          | Британська Колумбія |            |
| Мідиця Троубріджа             | Sorex trowbridgii             | Baird, 1857                    | LC          | Британська Колумбія |            |
| Мідиця тундрова               | Sorex tundrensis              | Merriam, 1900                  | LC          | Північно-західні території, Юкон |            |
| Мідиця безплідноземна         | Sorex ugyunak                 | Anderson & Rand, 1945          | LC          | Нунавут, Північно-західні території, Юкон |            |
| Мідиця мандрівна              | Sorex vagrans                 | Baird, 1857                    | LC          | Британська Колумбія |            |
| Родина: Talpidae              |                               |                                |             | |            |
| Зірконіс                      | Condylura cristata            | Linnaeus, 1758                 | LC          | Квебек, Манітоба, Нова Шотландія, Нунавут, Нью-Брансвік, Ньюфаундленд і Лабрадор, Онтаріо |            |
|                               | Neurotrichus gibbsii          | Baird, 1858                    | LC          | Британська Колумбія |            |
|                               | Parascalops breweri           | Bachman, 1842                  | LC          | Квебек, Онтаріо |            |
|                               | Scalopus aquaticus            | Linnaeus, 1758                 | LC          | Онтаріо |            |
|                               | Scapanus orarius              | True, 1896                     | LC          | Британська Колумбія |            |
|                               | Scapanus townsendii           | Bachman, 1839                  | LC          | Британська Колумбія |            |
| Ряд: Lagomorpha               |                               |                                |             | |            |
| Родина: Leporidae             |                               |                                |             | |            |
| Заєць американський           | Lepus americanus              | Erxleben, 1777                 | LC          | Альберта, Британська Колумбія, Квебек, Манітоба, Нью-Брансвік, Ньюфаундленд і Лабрадор, Північно-Західні території, Нова Шотландія, Онтаріо, Острів Принца Едварда, Саскачеван, Юкон          |            |
| Заєць арктичний               | Lepus arcticus                | Ross, 1819                     | LC          | Квебек, Манітоба, Нунавут, Ньюфаундленд і Лабрадор, Північно-Західні території |            |
| Заєць європейський            | Lepus europaeus               | Pallas, 1778                   | LC          | Онтаріо |            |
| Заєць прерійний               | Lepus townsendii              | Linnaeus, 1758                 | LC          | Альберта, Британська Колумбія, Манітоба, Онтаріо, Саскачеван |            |
| Кролик східний                | Sylvilagus floridanus         | J. A. Allen, 1890              | LC          | Квебек, Манітоба, Онтаріо, Саскачеван |            |
| Кролик гірський               | Sylvilagus nuttallii          | Bachman, 1837                  | LC          | Альберта, Британська Колумбія, Саскачеван |            |
| Родина: Ochotonidae           |                               |                                |             | |            |
| Пискуха комірцева             | Ochotona collaris             | Nelson, 1893                   | LC          | Британська Колумбія, Північно-Західні території, Юкон |            |
| Пискуха американська          | Ochotona princeps             | Richardson, 1828               | LC          | Альберта, Британська Колумбія |            |
| Ряд: Rodentia                 |                               |                                |             | |            |
| Родина: Aplodontiidae         |                               |                                |             | |            |
| Аплодантія                    | Aplodontia rufa               | Rafinesque, 1817               | LC          | Британська Колумбія |            |
| Родина: Castoridae            |                               |                                |             | |            |
| Бобер канадський              | Castor canadensis             | Kuhl, 1820                     | LC          | Альберта, Британська Колумбія, Квебек, Манітоба, Нова Шотландія, Нунавут, Нью-Брансвік, Ньюфаундленд і Лабрадор, Онтаріо, Північно-західні території, Саскачеван, Юкон                        |            |
| Родина: Cricetidae            |                               |                                |             | |            |
| Дікростонікс гренландський    | Dicrostonyx groenlandicus     | Traill, 1823                   | LC          | Північно-Західні Території, Нунавут, Юкон |            |
| Дікростонікс юнгавський       | Dicrostonyx hudsonius         | Pallas, 1778                   | LC          | Квебек, Нунавут, Ньюфаундленд і Лабрадор |            |
| Дікростонікс огілвівський     | Dicrostonyx nunatakensis      | Youngman, 1967                 | LC          | Юкон |            |
| Дікростонікс Річардсона       | Dicrostonyx richardsoni       | Merriam, 1900                  | LC          | Манітоба, Північно-Західні території, Нунавут |            |
| Леміскус полинний             | Lemmiscus curtatus            | Cope, 1868                     | LC          | Альберта, Саскачеван |            |
| Лемінг коричневий             | Lemmus trimucronatus          | Richardson, 1825               | LC          | Британська Колумбія, Манітоба, Нунавут, Північно-західні території, Юкон |            |
| Полівка скельна               | Microtus chrotorrhinus        | Miller, 1894                   | LC          | Квебек, Нова Шотландія, Ньюфаундленд і Лабрадор, Нью-Брансвік, Онтаріо, |            |
| Полівка довгохвоста           | Microtus longicaudus          | Merriam, 1888                  | LC          | Альберта, Британська Колумбія, Північно-Західні території, Юкон |            |
| Полівка співоча               | Microtus miurus               | Osgood, 1901                   | LC          | Британська Колумбія, Північно-західні території, Юкон |            |
| Полівка гірська               | Microtus montanus             | Peale, 1848                    | LC          | Британська Колумбія |            |
| Полівка прерійна              | Microtus ochrogaster          | Wagner, 1842                   | LC          | Альберта, Манітоба, Саскачеван |            |
| Полівка економка              | Microtus oeconomus            | Pallas, 1776                   | LC          | Альберта, Британська Колумбія, Нунавут, Північно-західні території, Юкон |            |
| Полівка повзуча               | Microtus oregoni              | Bachman, 1839                  | LC          | Британська Колумбія |            |
| Полівка лучна                 | Microtus pennsylvanicus       | Ord, 1815                      | LC          | Альберта, Британська Колумбія, Лабрадор, Манітоба, Нью-Брансвік, Північно-Західні території, Нова Шотландія, Нунавут, Онтаріо, Острів Принца Едварда, Квебек, Саскачеван, Юкон                |            |
| Полівка лісова                | Microtus pinetorum            | Le Conte, 1830                 | LC          | Онтаріо, Квебек |            |
| Полівка водяна                | Microtus richardsoni          | De Kay, 1842                   | LC          | Альберта, Британська Колумбія |            |
| Полівка Таунсенда             | Microtus townsendii           | Bachman, 1839                  | LC          | Британська Колумбія |            |
| Полівка тайгова               | Microtus xanthognathus        | Leach, 1815                    | LC          | Альберта, Манітоба, Північно-Західні території, Нунавут, Саскачеван, Юкон |            |
| Родина: Dipodidae             |                               |                                |             | |            |
|                               | Napaeozapus insignis          | Miller, 1891                   | LC          | Ньюфаундленд і Лабрадор, Манітоба, Нью-Брансвік, Нова Шотландія, Онтаріо, Острів Принца Едварда, Квебек                                                                                       |            |
|                               | Zapus hudsonius               | Zimmermann, 1780               | LC          | Альберта, Британська Колумбія, Ньюфаундленд і Лабрадор, Манітоба, Нью-Брансвік, Північно-Західні території, Нова Шотландія, Нунавут, Онтаріо, Острів Принца Едварда, Квебек, Саскачеван, Юкон |            |
|                               | Zapus princeps                | Allen, 1893                    | LC          | Альберта, Британська Колумбія, Манітоба, Саскачеван, Юкон |            |
|                               | Zapus trinotatus              | Rhoads, 1895                   | LC          | Британська Колумбія |            |
| Родина: Erethizontidae        |                               |                                |             | |            |
| Голкошерст канадський         | Erethizon dorsatum            | Linnaeus, 1758                 | LC          | Альберта, Британська Колумбія, Квебек, Манітоба, Нова Шотландія, Нью-Брансвік, Ньюфаундленд і Лабрадор, Онтаріо, Північно-західні території, Саскачеван, Юкон                                 |            |
| Родина: Geomyidae             |                               |                                |             | |            |
| Гофер рівнинний               | Geomys bursarius              | Shaw, 1800                     | LC          | Манітоба |            |
|                               | Thomomys talpoides            | Richardson, 1828               | LC          | Альберта, Британська Колумбія, Манітоба, Саскачеван |            |
| Родина: Heteromyidae          |                               |                                |             | |            |
|                               | Dipodomys ordii               | Woodhouse, 1853                | LC          | Альберта, Саскачеван |            |
|                               | Perognathus fasciatus         | Wied-Neuwied, 1839             | LC          | Альберта, Манітоба, Саскачеван |            |
|                               | Perognathus parvus            | Peale, 1848                    | LC          | Британська Колумбія |            |
| Родина: Muridae               |                               |                                |             | |            |
| Миша хатня                    | Mus musculus                  | Linnaeus, 1758                 | LC          | Альберта, Британська Колумбія, Квебек, Манітоба, Нова Шотландія, Нунавут, Нью-Брансвік, Ньюфаундленд і Лабрадор, Онтаріо, Острів Принца Едварда, Північно-західні території, Саскачеван, Юкон |            |
| Родина: Sciuridae             |                               |                                |             | |            |
| Лучний собачка чорнохвостий   | Cynomys ludovicianus          | Ord, 1815                      | LC          | Саскачеван |            |
| Літяга північна               | Glaucomys sabrinus            | Shaw, 1801                     | LC          | Альберта, Британська Колумбія, Лабрадор, Манітоба, Нью-Брансвік, Північно-Західні території, Нова Шотландія, Онтаріо, Острів Принца Едварда, Квебек, Саскачеван, Юкон                         |            |
| Літяга південна               | Glaucomys volans              | Linnaeus, 1758                 | LC          | Онтаріо, Квебек |            |
| Бабак сивий                   | Marmota caligata              | Eschscholtz, 1829              | LC          | Альберта, Британська Колумбія, Північно-Західні території, Юкон |            |
| Бабак жовтобрюхий             | Marmota flaviventris          | Audubon and Bachman, 1841      | LC          | Альберта, Британська Колумбія |            |
| Бабак лісовий                 | Marmota monax                 | Linnaeus, 1758                 | LC          | Альберта, Британська Колумбія, Лабрадор, Манітоба, Нью-Брансвік, Нова Шотландія, Онтаріо, Квебек, Саскачеван, Юкон                                                                            |            |
| Бабак ванкуверський           | Marmota vancouverensis        | Swarth, 1911                   | CR          | Британська Колумбія |            |
| Вивірка каролінська           | Sciurus carolinensis          | Gmelin, 1788                   | LC          | Квебек, Манітоба, Онтаріо, Саскачеван |            |
| Вивірка східна                | Sciurus niger                 | Linnaeus, 1758                 | LC          | Британська Колумбія, Манітоба, Онтаріо, Саскачеван |            |
| Ховрах колумбійський          | Spermophilus columbianus      | Ord, 1815                      | LC          | Альберта, Британська Колумбія |            |
| Ховрах Франкліна              | Spermophilus franklinii       | Sabine, 1822                   | LC          | Альберта, Манітоба, Онтаріо, Саскачеван |            |
| Ховрах золотистий             | Spermophilus lateralis        | Say, 1823                      | LC          | Альберта, Британська Колумбія |            |
| Ховрах арктичний              | Spermophilus parryii          | Richardson, 1825               | LC          | Британська Колумбія, Манітоба, Північно-Західні території, Нунавут, Саскачеван, Юкон |            |
| Ховрах Річардсона             | Spermophilus richardsonii     | Sabine, 1822                   | LC          | Альберта, Манітоба, Саскачеван |            |
| Ховрах каскадний              | Spermophilus saturatus        | Rhoads, 1895                   | LC          | Британська Колумбія |            |
| Ховрах тринадцятисмугий       | Spermophilus tridecemlineatus | Mitchill, 1821                 | LC          | Альберта, Манітоба, Онтаріо, Саскачеван |            |
| Бурундук сосновий             | Tamias amoenus                | J. A. Allen, 1890              | LC          | Альберта, Британська Колумбія |            |
| Бурундук малий                | Tamias minimus                | Bachman, 1839                  | LC          | Альберта, Британська Колумбія, Манітоба, Північно-Західні території, Онтаріо, Квебек, Саскачеван, Юкон                                                                                        |            |
| Бурундук червонохвостий       | Tamias ruficaudus             | A. H. Howell, 1920             | LC          | Альберта, Британська Колумбія |            |
| Бурундук східний              | Tamias striatus               | Linnaeus, 1758                 | LC          | Манітоба, Нью-Брансвік, Нова Шотландія, Онтаріо, Острів Принца Едварда, Квебек |            |
| Бурундук Таунсенда            | Tamias townsendii             | Bachman, 1839                  | LC          | Британська Колумбія |            |
|                               | Tamiasciurus douglasii        | Bachman, 1839                  | LC          | Британська Колумбія |            |
|                               | Tamiasciurus hudsonicus       | Erxleben, 1777                 | LC          | Альберта, Британська Колумбія, Квебек, Манітоба, Нью-Брансвік, Ньюфаундленд і Лабрадор, Північно-Західні території, Нова Шотландія, Нунавут, Онтаріо, Острів Принца Едварда, Саскачеван, Юкон |            |